# منطقة نايجارا
نايجارا رمزها «NY» (بالإنجليزية: Nayagarh)‏ ، هو تقسيم إداري لدولة الهند تتبع ولاية أوريسا (بالإنجليزية: Orissa)‏ ، مركزها هو مدينة نايجارا (بالإنجليزية: Nayagarh)‏ عدد سكانها حسب تعداد سنة 2001 هو 863,934 ، مساحتها 3,954 كم² وكثافة السكان 218 لكل كم² .